# Hope Channel
Hope Channel - la télévision de l'espoir - est le réseau mondial de télévision de l'Église adventiste du septième jour. Hope Channel présente des programmes 24 heures sur 24 sur le mode de vie, la vie familiale et les enseignements de la Bible.

## Histoire
Hope Channel a démarré le 10 octobre 2003, couvrant alors le territoire de l’Amérique du Nord. Les chaînes du réseau sont regardées à la télévision par satellite, câble, Internet, Roku et dans certains pays par voie hertzienne.

## Réseau de Hope Channel
Hope Channel est un réseau international de 46 chaînes de télévision en 37 languesqui peuvent atteindre potentiellement la quasi-totalité de la population mondiale grâce à une vingtaine de satellites de télécommunications.Seule la partie nord du Groenland et l'Antarctiquene sont pas arrosés par la couverture satellite. Hope Channel présente une variété d'émissions : documentaires, interviews, information, musique, enseignements bibliques, programmes sur la santé, l'éducation, pour les enfants, les adolescents ou les parents.

## Chaînes de télévision
Chaque chaîne de Hope Channel offre une programmation correspondant habituellement aux besoins et auxspécificités linguistiques et culturelles des téléspectateurs de la région du monde où elle est principalement diffusée.
| Chaîne de télévision                               | Langue                                               | Couverture territoriale                                        | Site internet             | Satellite                                       |
| -------------------------------------------------- | ---------------------------------------------------- | -------------------------------------------------------------- | ------------------------- | ----------------------------------------------- |
| Hope Channel                                       | anglais                                              | Amériques, Océan Pacifique                                     | hopetv.org                | Galaxy 19, Eutelsat 113W A, DirecTV Channel 368 |
| Esperanza TV                                       | espagnol                                             | Amériques, Océan Pacifique                                     | esperanzatv.org           | Galaxy 19, Eutelsat 113W A                      |
| Hope Channel Church                                | anglais, français, autres                            | Amérique du Nord, Amérique centrale, Antilles, Océan Pacifique | hopetv.org                | Galaxy 19                                       |
| Hope Channel International                         | anglais                                              | Europe, Afrique, Asie, Océan Pacifique, Océanie                | hopetv.org                | Intelsat 20 Ku, Intelsat 20 C, GE 23            |
| Hope Channel Deaf (chaîne pour les mal-entendants) | anglais, espagnol, français, portugais, allemand     | Monde                                                          | hopechanneldeaf.org       |                                                 |
| Hope Channel InterAmerica                          | anglais                                              | Amériques, Océan Pacifique                                     |                           | Eutelsat 113 W                                  |
| Esperanza TV Interamérica                          | espagnol                                             | Amériques, Océan Pacifique                                     |                           | Eutelsat 113 W                                  |
| Espérance TV Inter-Amérique                        | français                                             | Amériques, Océan Pacifique                                     | esperancetv.org           | Eutelsat 113 W                                  |
| Espéranza TV Costa Rica                            | espagnol                                             | Costa Rica                                                     | esperanzatvcr.org         |                                                 |
| Espéranza TV Venezuela                             | espagnol                                             | Vénézuela                                                      | esperanzatv.org.ve        |                                                 |
| Novo Tempo                                         | portugais                                            | Brésil, Amériques, Europe, Afrique                             | novotempo.com             | NSS 806, Intelsat 20 Ku                         |
| NuevoTiempo                                        | espagnol                                             | Amérique latine, Amériques, Europe                             | nuevotiempo.org           | NSS 806                                         |
| Hope Channel UK                                    | anglais                                              | Royaume-Uni, Irlande                                           | hopetv.org.uk             |                                                 |
| Hope Channel Deutch                                | allemand, français                                   | Allemagne, Europe                                              | hopechannel.de, hopetv.fr | Astra 1h                                        |
| Speranta TV                                        | roumain, anglais                                     | Roumanie, Europe, Afrique du Nord                              | sperantatv.ro             | Intelsat 10-02                                  |
| NuevoTiempoEspaňa                                  | espagnol                                             | Espagne                                                        | canalesperanza.tv         |                                                 |
| Hope Channel Italia                                | italien                                              | Italie                                                         | video.avventisti.it       |                                                 |
| Hope Channel Norge                                 | norvégien                                            | Norvège                                                        | hopechannel.no            |                                                 |
| Hope Channel Polska                                | polonais                                             | Pologne                                                        | hopechannel.pl            |                                                 |
| Hope TV                                            | tchèque                                              | Tchéquie, Slovaquie                                            | hopetv.cz                 |                                                 |
| Remeny TV                                          | hongrois                                             | Hongrie                                                        | remenytv.hu               |                                                 |
| Hope Channel Bulgarie                              | bulgare                                              | Bulgarie                                                       | sdabg.tv                  |                                                 |
| Hope Channel Ukraine                               | ukrainien, russe                                     | Ukraine                                                        | hope.ua                   |                                                 |
| NadezhdaTelekanal                                  | russe                                                | Russie                                                         | hopetv.ru                 |                                                 |
| Al Waad TV                                         | arabe, turc, persan                                  | Afrique du Nord, Afrique de l’Est, Moyen-Orient, Europe        | al-waad.tv                | Hotbird 8, Eutelsat 7A                          |
| Hope Channel Afrique                               | anglais, français                                    | Afrique                                                        | hopeafrica.tv             | Intelsat 20 Ku                                  |
| Hope Channel Kenya                                 | anglais, swahili                                     | Kenya                                                          |                           |                                                 |
| Hope Channel Malawi                                | anglais, chichewa                                    | Malawi                                                         |                           |                                                 |
| Hope Channel Tanzanie                              | swahili                                              | Tanzanie                                                       |                           |                                                 |
| Hope India                                         | anglais, hindi, tamoul, télougou, kannada, malayalam | Inde,Asie, Afrique, Europe                                     | hopetvindia.org           | Intelsat 20 Ku                                  |
| Hope Channel Indonésie                             | indonésien, anglais                                  | Indonésie, Asie du Sud-Est                                     | hopetv.or.in              | Telkom 1                                        |
| Hope Channel Philippines                           | filipino                                             | Philippines                                                    | hopetvph.com              | SES 9, ABS 2                                    |
| Hope Channel Chine                                 | chinois                                              | Chine, Mongolie, Inde, Asie du Sud-Est                         | chinesehope.tv            | Telstar 18                                      |
| Hope Channel Australie                             | anglais                                              | Australie, Pacifique sud                                       | hopechannel.com           | Optus D2                                        |
| Hope Channel Nouvelle-Zélande                      | anglais                                              | Nouvelle-Zélande                                               | hopechannel.com/nz        | Optus D1, FreeviewCh 27, SKY TV Ch 204          |
| Hope Channel Fidji                                 | anglais, fidjien, hindustani                         | Fidji                                                          |                           |                                                 |
| Hope Channel Îles Salomon                          | anglais, pijin                                       | Îles Salomon                                                   |                           |                                                 |
| Hope Channel Samoa américaines                     | anglais                                              | Samoa américaines                                              |                           |                                                 |